# كوريولانوس (فلم)
كوريولانوس (بالإنجليزية: Coriolanus)، هو فيلم دراما وإثارة، تم إنتاجه في المملكة المتحدة، وصدر سنة 2011، بطولة جيرارد بتلر ورالف فاينس وجيسيكا شاستاين.

## القصة
تدور أحداث الفيلم حول معاناة مواطني روما من الجوع والفقر، إلى أن أتى بطل روما والجندي العظيم كوريولانس وهو رجل عرف بأفكاره الحادة، وآرائه المتطرفة التي أشعلت فتيل الشغب الجماهيري الدموي في روما، الأمر الذي أدى إلى كثرة التلاعبات والمناورات من قبل بعض السياسين بمساعدات من والدته أيضا خلال تلك الفترة، لكنه لم يستسلم برغم كل تلك الصعوبات التي واجهها، حتى نفي من روما، وهناك يلتقي بعدوه اللدود تولوس ، وتبدأ الصراعات والتحديدات بينهما.

## الميزانية والإيرادات
كلف الفيلم 7.7 مليون دولار وحقق أرباح تقدر بـ 1,072,602 دولار.

## وصلات خارجية
- مقالات تستعمل روابط فنية بلا صلة مع ويكي بيانات